# Nuoto ai Giochi della VIII Olimpiade - 100 metri dorso maschili
La gara dei 100 metri dorso maschili dei Giochi di Parigi 1924 venne disputata dal 16 al 18 luglio. Gli atleti partecipanti furono 20, in rappresentanza di 11 nazioni.
Lo statunitense Warren Kealoha, detentore del titolo, si confermò medaglia d'oro, migliorando per due volte il record olimpico che già deteneva. L'argento fu vinto da Paul Wyatt e il bronzo dall'ungherese Károly Bartha.

## Primo turno
- Batteria 1

| Pos. | Atleta            | Nazione       | Tempo  | Note |
| ---- | ----------------- | ------------- | ------ | ---- |
| 1    | Warren Kealoha    | Stati Uniti   | 1'13"4 | Q,   |
| 2    | Gérard Blitz      | Belgio        | 1'19"0 | Q    |
| 3    | James Worthington | Gran Bretagna | 1'23"2 | Q    |
| 4    | Maurice Ducos     | Francia       | 1'25"0 |      |

- Batteria 2

| Pos. | Atleta              | Nazione       | Tempo  | Note |
| ---- | ------------------- | ------------- | ------ | ---- |
| 1    | Károly Bartha       | Ungheria      | 1'18"0 | Q    |
| 2    | John McDowall       | Gran Bretagna | 1'21"8 | Q    |
| 3    | Aart van Wilgenburg | Paesi Bassi   | 1'24"6 |      |
| 4    | Tsunenobu Ishida    | Giappone      | 1'26"0 |      |
| 5    | René Paulus         | Francia       | 1'28"0 |      |
| -    | Henry Luning        | Stati Uniti   | -      | DSQ  |

- Batteria 3

| Pos. | Atleta            | Nazione     | Tempo  | Note |
| ---- | ----------------- | ----------- | ------ | ---- |
| 1    | Paul Wyatt        | Stati Uniti | 1'19"4 | Q    |
| 2    | Émile Zeibig      | Francia     | 1'22"4 | Q    |
| 3    | Jean-Pierre Moris | Lussemburgo | 1'41"2 |      |

- Batteria 4

| Pos. | Atleta           | Nazione       | Tempo  | Note |
| ---- | ---------------- | ------------- | ------ | ---- |
| 1    | Austin Rawlinson | Gran Bretagna | 1'18"8 | Q    |
| 2    | Giyo Saito       | Giappone      | 1'20"2 | Q    |
| 3    | Pieter van Senus | Paesi Bassi   | 1'24"8 |      |

- Batteria 5

| Pos. | Atleta        | Nazione        | Tempo  | Note |
| ---- | ------------- | -------------- | ------ | ---- |
| 1    | Sven Thaulow  | Norvegia       | 1'24"0 | Q    |
| 2    | Erik Skoglund | Svezia         | 1'27"4 | Q    |
| 3    | Viktor Légat  | Cecoslovacchia | 1'27"8 |      |
| 4    | Eugène Kuborn | Lussemburgo    | 1'29"0 |      |

## Semifinali
- Batteria 1

| Pos. | Atleta         | Nazione       | Tempo  | Note |
| ---- | -------------- | ------------- | ------ | ---- |
| 1    | Warren Kealoha | Stati Uniti   | 1'13"6 | Q    |
| 2    | Paul Wyatt     | Stati Uniti   | 1'17"0 | Q    |
| 3    | Károly Bartha  | Ungheria      | 1'19"0 | Q    |
| 4    | Giyo Saito     | Giappone      | 1'19"8 |      |
| 5    | John McDowall  | Gran Bretagna | 1'22"0 |      |
| 6    | Erik Skoglund  | Svezia        | 1'26"6 |      |

- Batteria 2

| Pos. | Atleta            | Nazione       | Tempo  | Note |
| ---- | ----------------- | ------------- | ------ | ---- |
| 1    | Gérard Blitz      | Belgio        | 1'19"0 | Q    |
| 2    | Austin Rawlinson  | Gran Bretagna | 1'19"2 | Q    |
| 3    | Émile Zeibig      | Francia       | 1'23"4 |      |
| 4    | James Worthington | Gran Bretagna | 1'24"2 |      |
| 5    | Sven Thaulow      | Norvegia      | 1'24"2 |      |

### Finale
| Pos.    | Atleta           | Nazione       | Tempo  | Note            |
| ------- | ---------------- | ------------- | ------ | --------------- |
| Oro     | Warren Kealoha   | Stati Uniti   | 1'13"2 | Record olimpico |
| Argento | Paul Wyatt       | Stati Uniti   | 1'15"4 |                 |
| Bronzo  | Károly Bartha    | Ungheria      | 1'17"8 |                 |
| 4       | Gérard Blitz     | Belgio        | 1'19"6 |                 |
| 5       | Austin Rawlinson | Gran Bretagna | 1'20"0 |                 |